# Homa (mythologie)
Pour les articles homonymes, voir Homa.
Homa (en persan : هما / Homā) est une créature mythologique iranienne célèbre et un symbole dans l'art iranien. Le symbole a une histoire très ancienne qui remonte à l'époque achéménide. Des symboles représentant Homā et ressemblant à des griffons étaient utilisés à Persépolis, ville chef-d'œuvre de l'art achéménide, au sommet des colonnes des palais. Son apparence contemporaine la plus remarquable est sur le symbole de la compagnie aérienne nationale d'Iran, Iran Air; il a été créé à partir des statues originales de Persépolis. Les légendes iraniennes disent aussi que, dans le passé, les Persans se servaient du homa pour choisir leur roi en la personne sur la tête de laquelle homa se posait.
Cet oiseau mythique de la littérature persane, erre dans les hauteurs célestes et couvre de ses ailes ceux à qui il peut dispenser ses vertus. Il possède le langage humain et sert de messager et de confident au héros qu’il transporte dans les airs sur de longues distances ; il lui laisse quelques-unes de ses plumes guérisseuses. Si le héros brûle l’une de ces plumes, il convoque ainsi le homa qui revient à lui, même de très loin. Il est en cela semblable au Simorgh et à l’oiseau Rokh (ou Roc). Il symbolisait également le bonheur.
Homâ est aussi un mot sanscrit désignant un rite de purification intérieure qui se termine par le sacrifice mental à la divinité de toutes les paroles, les pensées et les actions.
Homa est enfin un oiseau réel d'Iran, le gypaète barbu (Gypaetus barbatus) désigné couramment en persan également par هما.